# Ithycyphus
Ithycyphus – rodzaj węży z rodziny Pseudoxyrhophiidae.

## Zasięg występowania
Rodzaj obejmuje gatunki występujące na Madagaskarze (włącznie z sąsiednią wyspą Nosy Be); postulowane występowanie jednego z gatunków na Komorach nigdy nie zostało potwierdzone.

## Systematyka

### Etymologia
Ithycyphus: gr. ιθυς ithus „prosty”; κυφος kuphos „pochylony do przodu, garbaty”, od κυπτω kuptō „pochylać się, garbić”.

### Podział systematyczny
Do rodzaju należą następujące gatunki:
- Ithycyphus blanci Domergue, 1988
- Ithycyphus goudoti (Schlegel, 1837)
- Ithycyphus miniatus (Schlegel, 1837)
- Ithycyphus oursi Domergue, 1986
- Ithycyphus perineti Domergue, 1986